# Solitanea mariae
Solitanea mariae är en fjärilsart som beskrevs av Otto Staudinger 1921. Solitanea mariae ingår i släktet Solitanea och familjen mätare. Inga underarter finns listade i Catalogue of Life.